# Matthias Du Jiang
Matthias Du Jiang (chiń. 杜江; ur. 20 listopada 1963) – chiński duchowny rzymskokatolicki, od 2004 biskup mającej nieuregulowany status kanoniczny diecezji Shanba (Bameng).

## Życiorys
Święcenia kapłańskie przyjął 16 lipca 1989. Sakrę otrzymał potajemnie 7 maja 2004. Jego oficjalny ingres miał miejsce 8 kwietnia 2010.